# Церква святих верховних апостолів Петра і Павла (Саранчуки)
Церква святих верховних апостолів Петра і Павла в Саранчуках — парафія і храм греко-католицької громади Бережанського деканату Тернопільсько-Зборівської архієпархії Української греко-католицької церкви в селі Саранчуки Тернопільського району Тернопільської области.

## Історія церкви
Ця дочірня парафія функціонує з 1999 року, а храм був збудований у 2009 році за проєктом архітектора Василя Зорика.
Значний внесок у будівництво зробили громада вулиці Войсовичівка, родина Куртяків, а також о. Френсіс Марзден та його парафіяни з Англії. Іконостас створив Я. І. Макогін.
Жертводавці також подарували численне церковне начиння:
- Марія Дутка та родина Г. Дзодз — літургійний набір;
- Євдокія Лопатка — плащаницю;
- В. Кулик, Г. Беньо, Л. Береженко, З. Качмарська — фелони;
- Є. Солтисяк — папириці;
- Родина Зарічних — підсвічники та лампади;
- М. Глива, Г. Кулик, В. Кулик, Є. Іванчишин — Євангеліє;
- Г. Беньо, С. Качмарська — «Хресна дорога».

Храм був освячений владикою Василієм Семенюком у 2009 році.
На парафії діють братство «Апостольство молитви», Вівтарна і Марійська дружини.

## Парохи
- о. Володимир Кіселик (з 1998).